# En julsaga
En julsaga, även känd på svenska som En spökhistoria vid jul, En spökhistoria i juletid, En julberättelse, En julhistoria, En julsång på prosa och Julaftonen (originaltitel: A Christmas Carol in Prose, Being a Ghost-Story of Christmas) är en brittisk kortroman skriven av Charles Dickens med illustrationer av John Leech, först publicerad den 19 december 1843 av bokförlaget Chapman & Hall.
Berättelsen räknas som ett av Dickens mest kända verk och har filmatiserats åtskilliga gånger. En svenskspråkig utgåva utgavs redan året efter på Albert Bonniers Förlag i översättning av Gustaf Thomée.

## Handling
Berättelsen handlar om den gamle affärsmannen Ebenezer Scrooge som bor ensam i ett stort dystert hus, en gång ägt av hans nu döde kompanjon Jacob Marley. Han är en sur, snål och vresig man som driver en lånefirma med hjälp av bokhållaren Bob Cratchit.

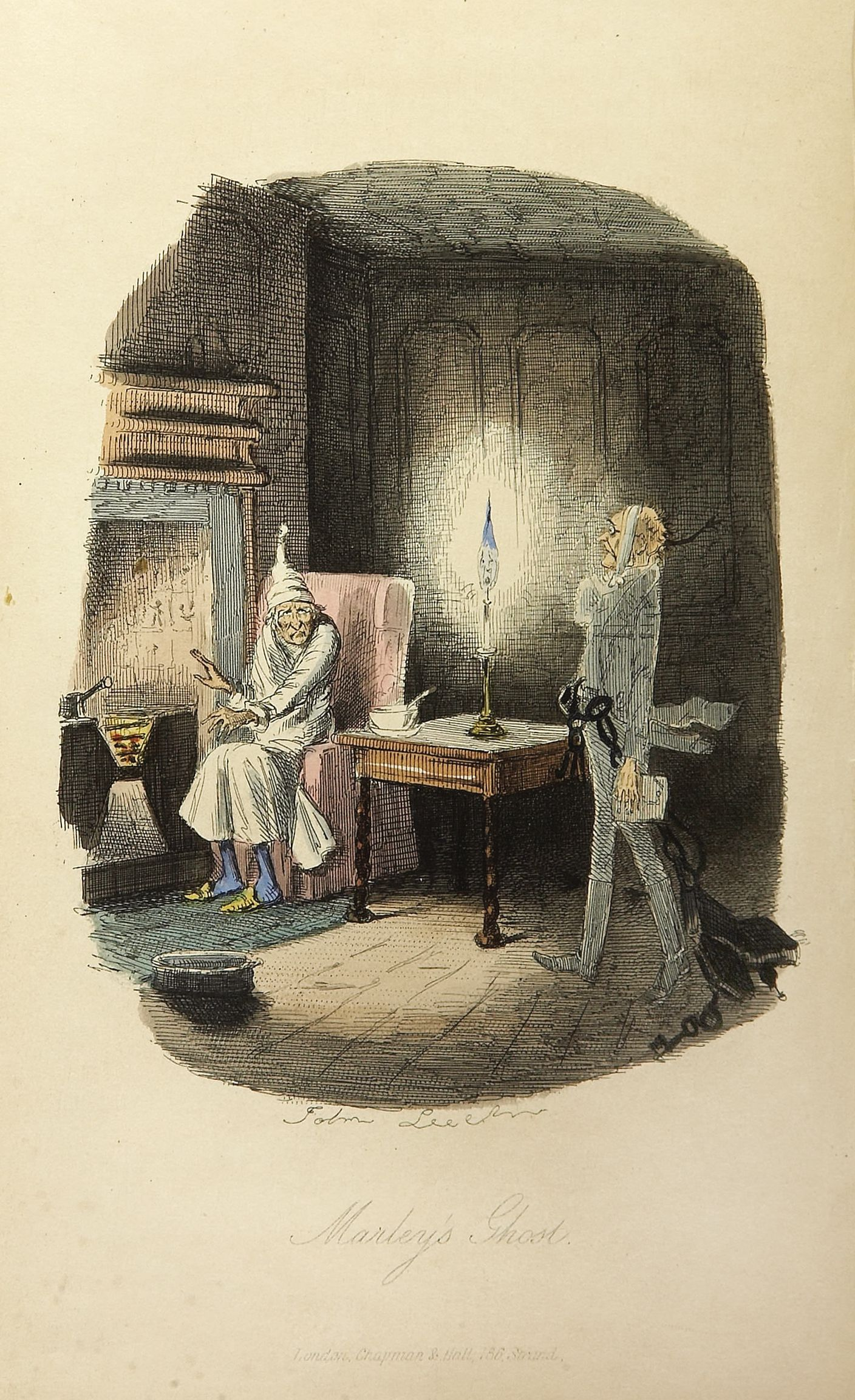
Ebenezer Scrooge hemsöks av sin avlidne kompanjon Jacob Marleys vålnad, illustration av John Leech.

En kväll får han besök av Marleys vålnad, som kommer för att varna honom. Om Scrooge inte ändrar sitt giriga beteende kommer han, i livet efter detta, att få bära tunga kedjor i all evighet, precis som sin avlidne kollega. Marley varnar också honom att han kommer att hemsökas av tre andar som ska leda honom genom natten mellan julafton och juldagen.
Vid midnatt kommer den första anden, "Gångna Julars Ande". Den visar honom de jular han redan varit med om. Då minns han hur han som barn var ganska ensam och övergiven, utan mor och ratad av sin far. Han minns också sina ungdomsår och kärleken som gick förlorad för profiten.
Scrooges möte med nästa spöke, "Nuvarande Julens Ande", ger honom ytterligare tankeställare. Anden visar honom hur bra han själv har det, och leder honom till många fattiga människor, en av dem hans egen bokhållare, Bob Cratchit. Där är det trots deras fattigdom frid och fröjd. Alla är glada, till och med Bobs son, lille Tim, som är invalid och svårt sjuk.
"Ande, kommer lille Tim få leva?" frågar Scrooge.
"Jag ser en tom plats i det dystra spiselhörnet vid skorstenen och en krycka utan ägare, omsorgsfullt bevarad. Om dessa skuggor förblir oförändrade, kommer barnet att dö" svarar anden och tillägger: "Men, om han ändå dör, så är det lika gott. Därigenom minskar ju överbefolkningen."
Scrooge, som tidigare hade sagt samma ord till två välgörenhetsarbetare angående de fattiga, får nu smått dåligt samvete.
Den tredje vålnaden, "Kommande Julars Ande", visar Scrooge framtiden - eller hur framtiden kanske kommer att se ut om inte Scrooge bättrar sig. Lille Tim dör av sina sjukdomar. Och efter Scrooges egen död blir hans kropp nonchalant övergiven och han sörjs inte av någon. Detta skrämmer honom, och när Scrooge på kyrkogården ser sitt eget namn på en gravsten som för länge sedan blivit glömd, börjar han böna och be för sin räddning.
Scrooge vaknar ur vad som verkar ha varit en dröm, överlycklig över att fortfarande ha fått en chans att bättra sig, och börjar genast ställa allt till rätta.

## Originalillustrationer av John Leech

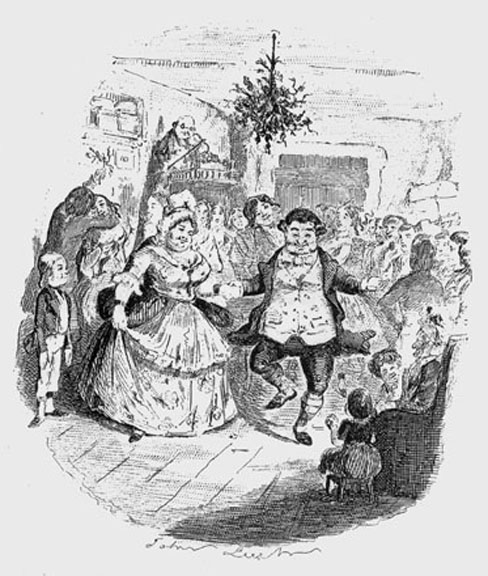
Herr Fezziwigs julbal.
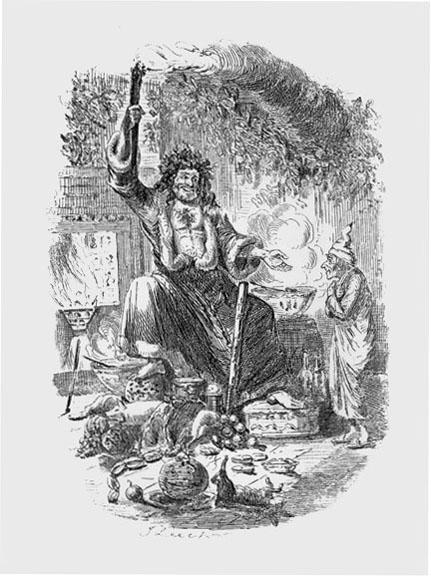
Scrooge möter nuvarande Julens Ande.
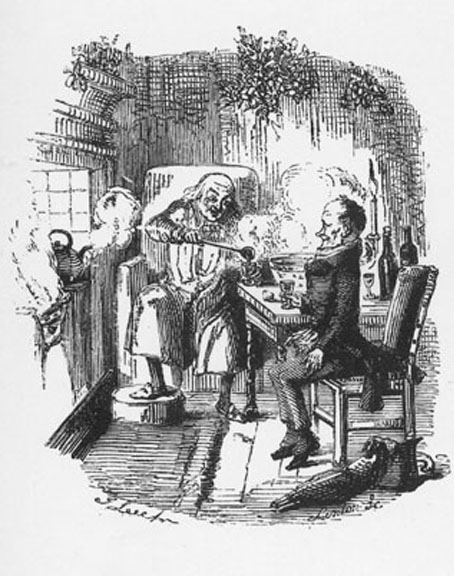
Scrooge firar jul med sin bokhållare Bob Cratchit.

## Filmatiseringar
Sagan återfinns i många film- och TV-versioner, bland annat:
- Scrooge eller Marley's Ghost, (1901) brittisk film, den tidigaste bevarade filmatiseringen.
- A Christmas Carol, (1910) med Marc McDermott som Scrooge.
- Scrooge, (1913) med Sir Seymour Hicks som Scrooge.
- Scrooge, (1935) med Sir Seymour Hicks som Scrooge, nu i ljudfilm.
- A Christmas Carol, (1938) med Reginald Owen som Scrooge.
- Andarnas natt, (1951) med Alastair Sim som Scrooge och Michael Hordern som Marleys ande.
- A Christmas Carol, (1954) (TV) musikal med Fredric March som Scrooge och Basil Rathbone som Marleys ande.
- En spökhistoria, (1970) brittisk filmmusikal med Albert Finney som Scrooge och Alec Guinness som Marleys ande.
- A Christmas Carol, (1971) (TV) animerad film där Alastair Sim gör Scrooges röst.
- A Christmas Carol, (1977) filmatisering av BBC med Michael Hordern som Scrooge.
- Musse Piggs julsaga, (1983) animerad kortfilm av Disney med Joakim von Anka som Scrooge.
- En julsaga, (1984) (TV) med George C. Scott som Scrooge.
- Mupparnas julsaga, (1992) med Michael Caine som Scrooge.
- En julsaga, (1999) (TV) med Patrick Stewart som Scrooge.
- A Christmas Carol (2004) med Kelsey Grammer som Scrooge.
- En julsaga, (2009) datoranimerad film med Jim Carrey.

### Pastischer och parodier
- Scrooged - spökenas hämnd, (1988) med Bill Murray.
- Blackadder's Christmas Carol, (1988) med Rowan Atkinson.
- Ebbie, (1995) (TV) könsomvänd version med Susan Lucci.
- Ebenezer, (1998) westernversion med Jack Palance.
- Barbie i en julsaga (2008) med Barbie som Eden Starling.
- Flickvänner från förr, (2008) med Matthew McConaughey.

### Om tillkomsten av berättelsen
- The Man Who Invented Christmas (2017) med Dan Stevens som Charles Dickens och Christopher Plummer som Scrooge.

## Joakim von Anka
Disneytecknaren Carl Barks utgick från En julsaga när han skrev Jul på Björnberget, den första serien med Joakim von Anka (Scrooge McDuck i original). Joakim lever ensam i ett stort slott och hatar julen. Han bestämmer sig för att spela ett spratt för sin systerson, Kalle Anka, och bjuder honom att fira jul i en stuga på Björnberget. Om Kalle klarar vistelsen skall han få en belöning. På berget finns det nämligen gott om björnar.
Don Rosa gjorde en fortsättning på Barks historia: Enslingen i von Anka-palatset. Den utgör den sista delen i Rosas epos Farbror Joakims liv.